# Pryluky
Pryluky (ukrainisch Прилуки) ist eine Stadt im Süden der ukrainischen Oblast Tschernihiw mit 53.000 Einwohnern (2023). Die Stadt liegt am Ufer des Flusses Udaj und ist das administrative Zentrum des gleichnamigen Rajons.

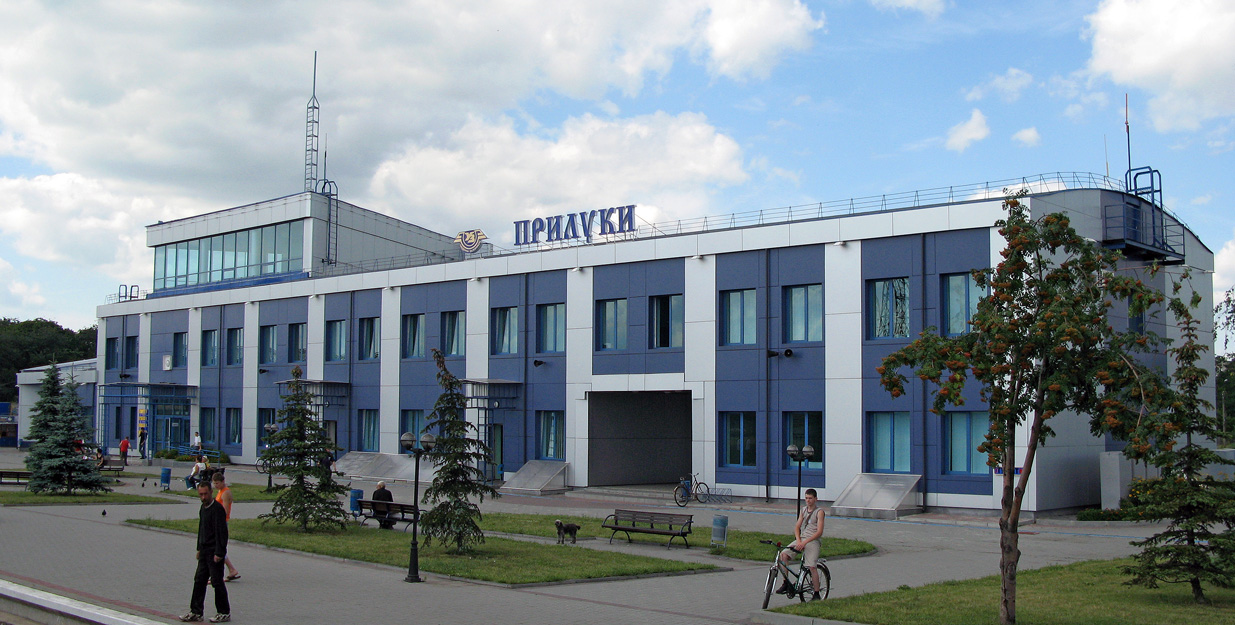
Bahnhof in Pryluky

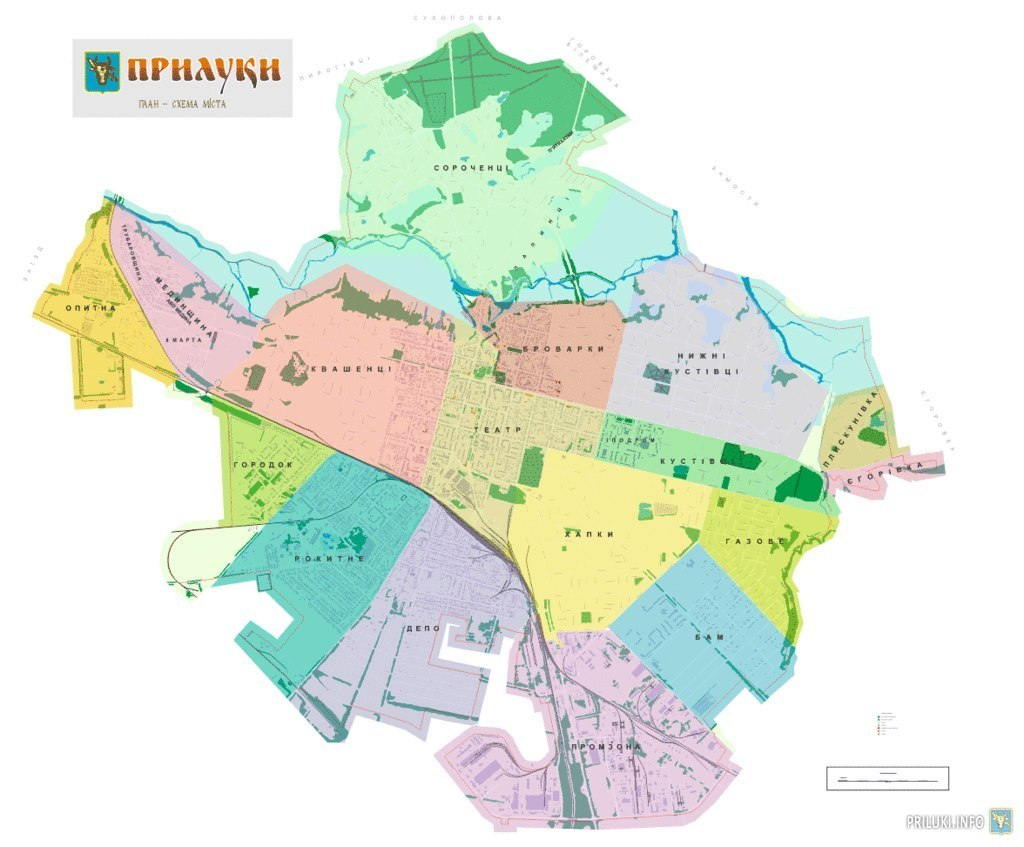
Stadtplan

## Geschichte
Pryluky wurde erstmals 1092 als Festung erwähnt, die dem Schutz der Kiewer Rus gegen die Nomaden aus südlichen Steppen (Petschenegen, Polowzer) diente. 1239 wurde die Stadt von Mongolen zerstört. 1459 wurde Pryluky als große Stadt unter litauischer Hoheit erwähnt. 1648 wurde hier ein kosakisches Regiment organisiert, was einen Anstoß zur raschen Entwicklung der Stadt gab. 1897 hatte die Stadt 19.055 Einwohner, zwei Gymnasien, eine Stadtbank und mehrere Tabakfabriken, die den in der Umgebung angebauten Tabak verarbeiteten.
Die Stadt ist ein Eisenbahnknotenpunkt und bedeutendes touristisches und industrielles Zentrum der Oblast (Maschinenbau, Ölförderung, Bauindustrie, Tabakfabrik).
Bis 1991 befand sich bei Pryluky eine Basis der sowjetischen Luftstreitkräfte, auf der 19 strategische kernwaffentragende Langstreckenbomber vom Typ Tu-160 stationiert waren.

## Verwaltungsgliederung
Am 12. Juni 2020 wurde die Stadt zum Zentrum der neugegründeten Stadtgemeinde Pryluky (Прилуцька міська громада/Pryluzka miska hromada). Zu dieser zählen auch die 3 in der untenstehenden Tabelle aufgelisteten Dörfer, bis dahin bildete sie die gleichnamige Stadtratsgemeinde Pryluky (Прилуцька міська рада/Pryluzka miska rada) unter Oblastverwaltung im Zentrum des ihn umgebenden Rajons Pryluky.
Am 17. Juli 2020 kam es im Zuge einer großen Rajonsreform zum Anschluss des Rajonsgebietes an den Rajon Pryluky.

## Bevölkerungsentwicklung
| 1859   | 1897   | 1923   | 1926   | 1939   | 1959   | 1970   | 1979   | 1989   | 2001   | 2010   | 2017   |
| ------ | ------ | ------ | ------ | ------ | ------ | ------ | ------ | ------ | ------ | ------ | ------ |
| 10.261 | 18.532 | 25.599 | 28.624 | 36.881 | 43.719 | 57.474 | 65.303 | 71.954 | 64.681 | 59.180 | 56.270 |

Nachweis: 1897–2017:

## Söhne und Töchter der Stadt
- Pawlo Bilezkyj-Nossenko (1774–1856), ukrainischer Schriftsteller, Lehrer und Lexikograf
- Olha Petljura (1884–1959), Lehrerin
- Dmitri Arkadjewitsch Schmidt (1896–1937),  Divisionskommandeur der Roten Armee
- Irving Chernev (1900–1981), US-amerikanischer Autor von Schachbüchern
- Ljubow Sabaschta (1918–1990), sowjetische Schriftstellerin
- Taissija Tschentschik (1936–2013), sowjetische Leichtathletin
- Nafissa Jussupowa (1953–2023), sowjetische bzw. russische Kybernetikerin und Hochschullehrerin
- Wjatscheslaw Derkatsch (* 1976), Biathlet
- Alexander Shafranovich (* 1983), israelischer Volleyballspieler
- Oleksij Posdnjakow (* 1995), Sprinter
- Bohdan Tschornomas (* 1996), Hürdenläufer
- Jehor Nasaryna (* 1997), Fußballspieler